# Valeriy Lvov
Valeriy Konstantinovitch Lvov (en russe : Валерий Константинович Львов) est un boxeur soviétique né le 20 février 1953 à Tcheboksary (RSFS de Russie, URSS) et mort le 24 mai 2025.

## Carrière
Deux fois champion de Russie en 1975 et 1978, sa carrière est surtout marquée par un titre de champion du monde de boxe amateur remporté à Belgrade en 1978 dans la catégorie des poids super-légers et une médaille d'argent lors des championnats d'Europe à Katowice en 1975 dans la catégorie des poids légers.